# سی‌سی‌اف
سی‌سی‌اف (انگلیسی: Crédit Commercial de France) شرکت خدمات مالی و بانکداری فرانسوی است، که در سال ۱۸۹۴ تأسیس شد.